# Домартен (Нијевр)
Домартен (фр. Dommartin) насеље је и општина у источном делу централне Француске у региону Бургоња, у департману Нијевр која припада префектури Шато Шенон (град).
По подацима из 2011. године у општини је живело 185 становника, а густина насељености је износила 13,74 становника/km². Општина се простире на површини од 13,46 km². Налази се на средњој надморској висини од 350 метара (максималној 442 m, а минималној 275 m).

## Демографија
| 1962. | 1968. | 1975. | 1982. | 1990. | 1999. | 2011. |
| ----- | ----- | ----- | ----- | ----- | ----- | ----- |
| 265   | 290   | 270   | 248   | 205   | 197   | 185   |

График промене броја становника у току последњих година